# Blu Gang - E vissero per sempre felici e ammazzati (colonna sonora)
Blu Gang - E vissero per sempre felici e ammazzati è il secondo album del musicista italiano Tony Renis, pubblicato nel 1973 dalla Numero Uno (catalogo ZSLN 55654) e tratto dalla colonna sonora del film omonimo.
Gli arrangiamenti sono di Claudio Fabi, mentre la direzione orchestrale è di Bill Conti; il tutto tranne nel brano A2.

## Tracce
Tutti i brani sono editi dalla PECF Société (tranne dove indicato) e composti da Tony Renis.

### Lato A
1. Blu gang – 2:40
2. Go Man – 3:17 (testo: Marva Jan Marrow)
3. Incontro d'amore – 2:42
4. Visita al casinò – 5:20

Durata totale: 13:59

### Lato B
1. Grande, grande, grande – 5:09 (testo: Alberto Testa; edizioni musicali Italcarisch / PDU)
2. Elegia – 1:12
3. Louisandella – 2:25
4. Colpo alla banca – 1:43

Durata totale: 10:29

## Musicisti addizionali
- Marva Jan Marrow – voce (A2)
- Maurizio De Angelis – chitarra solista (A2)
- Umberto Tozzi – chitarra solista (A3)